# It Never Rains in Southern California
"It Never Rains in Southern California" is een nummer van de Brits-Gibraltarese singer-songwriter Albert Hammond. Het nummer verscheen op zijn gelijknamige debuutalbum uit 1972. Op 22 september van dat jaar werd het nummer uitgebracht als de tweede single van het album.

## Achtergrond
"It Never Rains in Southern California" is geschreven door Hammond en Mike Hazlewood en geproduceerd door Hammond en Don Altfeld. Het gaat over iemand die de amusementswereld in wil gaan, maar keer op keer niet slaagt om door te breken. Hij wil echter niet dat zijn oude bekenden, waar hij nauwelijks contact meer mee heeft, hierachter komen. De instrumenten op het nummer werden ingespeeld door muzikanten van The Wrecking Crew.
"It Never Rains in Southern California" groeide uit tot een van Hammonds grootste hits. Alhoewel het in de Britse UK Singles Chart niet verder kwam dan plaats 51, behaalde het in de Amerikaanse Billboard Hot 100 de vijfde plaats. Het is hiermee de enige top 10-hit die Hammond in deze lijst heeft gehaald. Het behaalde het meeste succes in Canada en Nieuw-Zeeland, waar het tot de tweede positie kwam, en bereikte ook in Duitsland en Noorwegen de top 10. In Nederland kwam de single tot plaats 26 in de Nederlandse Top 40 en plaats 21 in de Daverende Dertig.
In 1989 nam Hammond "It Never Rains in Southern California" opnieuw op als onderdeel van zijn compilatiealbum Best of Me. In 2000 haalde een cover van Trent Summar & the New Row Mob plaats 74 in de Amerikaanse countrylijsten.

## Hitnoteringen

### Nederlandse Top 40
| Hitnotering: 02-12-1972 t/m 06-01-1973 | Hitnotering: 02-12-1972 t/m 06-01-1973 | Hitnotering: 02-12-1972 t/m 06-01-1973 | Hitnotering: 02-12-1972 t/m 06-01-1973 | Hitnotering: 02-12-1972 t/m 06-01-1973 | Hitnotering: 02-12-1972 t/m 06-01-1973 | Hitnotering: 02-12-1972 t/m 06-01-1973 | Hitnotering: 02-12-1972 t/m 06-01-1973 |
| Week                                   | 1                                      | 2                                      | 3                                      | 4                                      | 5                                      | 6                                      |                                        |
| -------------------------------------- | -------------------------------------- | -------------------------------------- | -------------------------------------- | -------------------------------------- | -------------------------------------- | -------------------------------------- | -------------------------------------- |
| Nummer                                 | 39                                     | 29                                     | 26                                     | 26                                     | 32                                     | 40                                     | uit                                    |

### Daverende Dertig
| Hitnotering: 16-12-1972 t/m 23-12-1972 | Hitnotering: 16-12-1972 t/m 23-12-1972 | Hitnotering: 16-12-1972 t/m 23-12-1972 | Hitnotering: 16-12-1972 t/m 23-12-1972 |
| Week                                   | 1                                      | 2                                      |                                        |
| -------------------------------------- | -------------------------------------- | -------------------------------------- | -------------------------------------- |
| Nummer                                 | 27                                     | 21                                     | uit                                    |

### NPO Radio 2 Top 2000
| Nummer met noteringen in de NPO Radio 2 Top 2000 | '99  | '00 | '01 | '02 | '03  | '04  | '05  | '06  | '07 | '08  | '09 | '10  | '11  |
| ------------------------------------------------ | ---- | --- | --- | --- | ---- | ---- | ---- | ---- | --- | ---- | --- | ---- | ---- |
| It Never Rains in Southern California            | 1368 | -   | 529 | 898 | 1123 | 1022 | 1016 | 1456 | 995 | 1121 | -   | 1489 | 1974 |

1. ↑  Een '-' betekent dat het nummer niet was genoteerd en een vetgedrukt getal geeft de hoogste notering aan.
2. ↑  Deze tabel is bijgewerkt tot en met de laatste editie (2024).